# Brzydula
Brzydula é uma telenovela polonesa produzida e exibida pela TVN, cuja transmissão ocorreu em 2008. É uma adaptação da trama colombiana Yo soy Betty, la fea, escrita por Fernando Gaitán.

## Elenco
- Julia Kaminska - Urszula Cieplak
- Filip Bobek - Marek Dobrzański
- Maja Hirsch - Paulina Febo